# Omar Govea
Omar Nicolás Govea García est un footballeur international mexicain, né le 18 janvier 1996 à San Luis Potosí. Il joue au poste de milieu de terrain au CD Guadalajara.

## Biographie

### En club

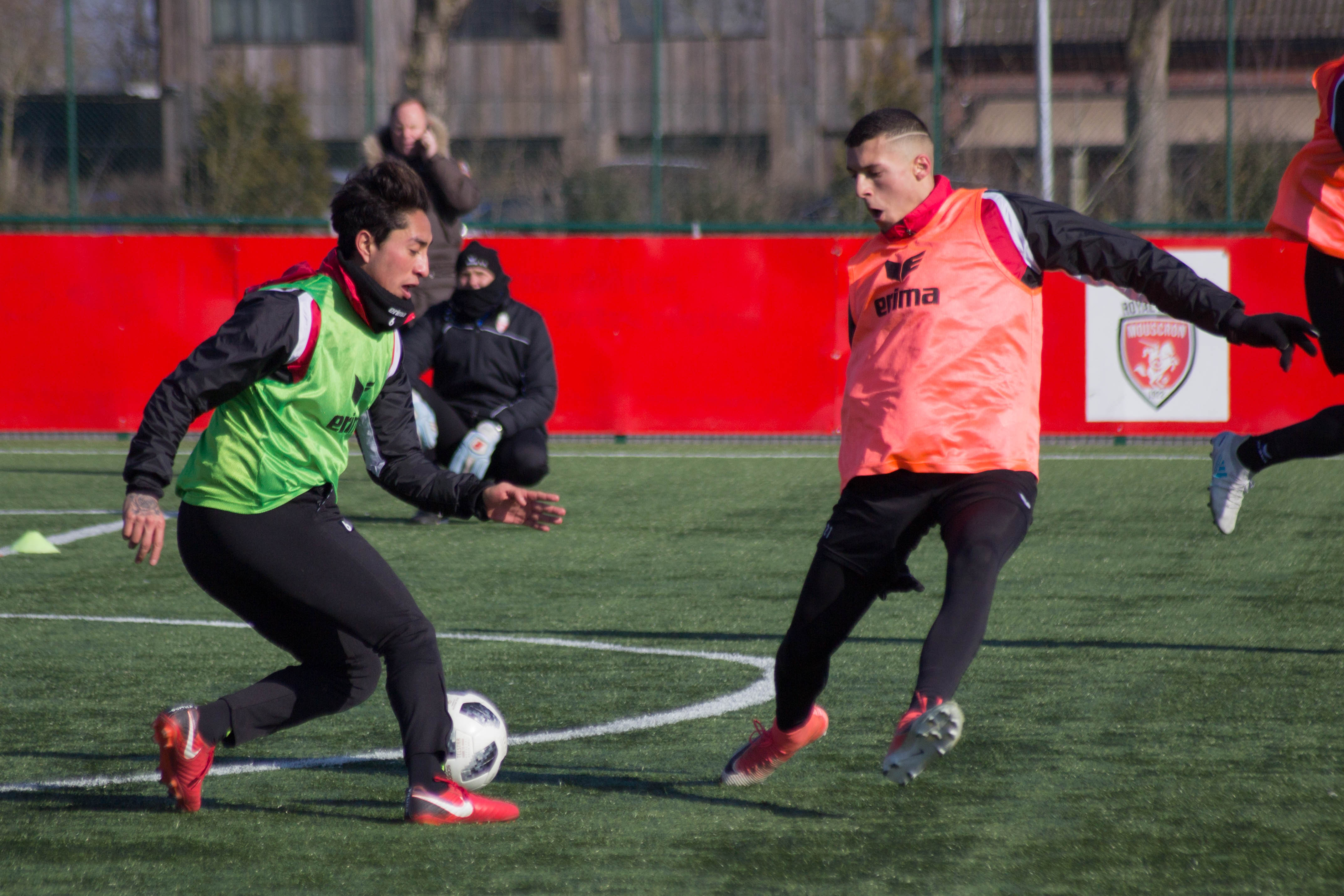
Entraînement du Royal Excel Mouscron en février 2018

Après deux saisons avec le FC Porto B, où il joue 68 matchs en deuxième division, Omar Govea rejoint le Royal Excel Mouscron en juillet 2017. Le transfert se réalise sur base d'un prêt avec option d'achat.
En août 2018, Govea rejoint le Royal Antwerp FC, toujours en championnat de Belgique. Il est prêté pour une saison avec option d'achat.

### Équipe nationale
En octobre et novembre 2013, Omar Govea participe à la Coupe du monde des moins de 17 an qui se déroule aux Émirats arabes unis. Lors du mondial junior, il joue six matchs, délivrant une passe décisive face à l'Argentine en demi-finale. Le Mexique est battu en finale par le Nigeria.
En mai 2014, Govea prend part au Tournoi de Toulon avec l'équipe du Mexique des moins de 20 ans. Son équipe termine la compétition à la 6e place.
Le 13 novembre 2017, Govea reçoit sa première sélection avec le Mexique lors d'une victoire 0-1 en amical face à la Pologne. Le milieu de terrain rentre au jeu à la 74e minute de jeu, en remplacement de Jonathan dos Santos.

## Palmarès
- Finaliste de la Coupe du monde des moins de 17 ans en 2013 avec l'équipe du Mexique.